# Abraham Faure
Abraham Faure (ur. 29 sierpnia 1795 w Stellenbosch, zm. 28 marca 1875 w Kapsztadzie) – południowoafrykański dziennikarz, działacz społeczny, nauczyciel i teolog, duchowny protestancki.
Kształcił się początkowo w Stellenbosch i Kapsztadzie, następnie wyjechał do Europy. Pobierał nauki w seminarium duchownym w Wielkiej Brytanii, uzupełniał też wiedzę teologiczną podczas pobytu w Holandii. W latach 1818–1822 był pastorem w Graaff-Reinet. Założył wówczas szkołę misyjną, współtworzył także jedną ze stacji misyjnych dla Buszmenów (1823). Rok później doprowadził do zwołania pierwszego synodu Kościoła Reformowanego. Dzięki jego staraniom w 1859 powstało w Stellenbosch pierwsze seminarium duchowne w Południowej Afryce.
Zajmował się również dziennikarstwem. Wspólnie z Thomasem Pringle założył (1824) anglojęzyczne Czasopismo Południowoafrykańskie oraz niderlandojęzyczne Południowoafrykańskie Czasopismo Niderlandzkie. Utworzył i zamieszczał swoje artykuły również w pismach Miodna Pszczoła. Miesięcznik dla Pobożnych Czytelników (1838-1844, 1845-1846) oraz Reformowany Goniec Kościelny (1849).
Utworzył krótko działający Instytut Riebeecka (1826) oraz Zuid Afrikaansche Athenaeum (1829, późniejszy Uniwersytet Kapsztadzki). Wspierał biblioteki i organizacje dystrybuujące książki (np. Południowoafrykańskie Stowarzyszenie Książki Chrześcijańskiej).
Pozostawił zbiory kazań, rozprawy o tematyce teologicznej oraz Opisanie żywotów, zawierające m.in. biogram Helperusa R. van Liera.